# ویلیام ادجنگوله
ویلیام ادجنگوله (انگلیسی: William Edjenguélé؛ زادهٔ ۷ مهٔ ۱۹۸۷) بازیکن فوتبال اهل فرانسه است.
از باشگاه‌هایی که در آن بازی کرده‌است می‌توان به باشگاه فوتبال پانتولیکوس، باشگاه فوتبال بری، باشگاه فوتبال کاونتری سیتی، باشگاه فوتبال لو مان، و باشگاه فوتبال ویرا اشاره کرد.